# Вірменська залізниця
Вірменська залізниця — національний власник залізниці у Вірменії. Електрифікація 3 кВ постійний струм.
Стан залізниці різко погіршився після руйнації Радянського Союзу. За даними Світового банку, вірменська залізниця конче потребує інвестиції для заміни рухомого складу, відновлення сполучення між Єреваном і грузинським кордоном, відновлення електрифікації і реконструкції мостів. Потяги дуже повільні і не надійні, обсяг перевезень лишається низьким у порівнянні з аналогічною європейською мережею. На 2004 рік товарообіг становив 2.6 млн тонн фрахта на рік і 0.85 млн пасажирів.

## Концесія
1 червня 2008 року Вірменська залізниця в результаті концесії перейшла у власність підрозділу РЖД Південно-Кавказька залізниця на 30 років, разом з майном: 2000 вантажних вагонів, 58 пасажирських вагонів, 85 локомотивів і 30 електропоїздів. Всі 4 300 робітників Вірменської залізниці зберегли робочі місця.